# William Lumley
William Lumley foi um político e oficial do Exército Britânico durante os últimos anos do século XVIII e os primeiros do século XIX. Nas suas funções militares, esteve presente na Península Ibérica em 1810 e 1811. Às sua ordens serviram algumas unidades portuguesas de cavalaria. 

## Dados biográficos
William Lumley era o sétimo filho de Richard Lumley, 4º conde de Scarborough e de sua esposa Barbara Savile. Estudou em Eton College e, ao completar 18 anos, em 1787, alistou-se no 10th Light Dragoons (10º Regimento de Dragões Ligeiros) como cornet. Devido ao sistema de promoções que então vigorava, Lumley subiu rapidamente na hierarquia e foi promovido a Major em 1793 e a Tenente-coronel em 1795. Em 1805 foi promovido a Major-general. Lumley casou com Mary Sutherland of Ulverstone, em 1804, mas ela morreu quase três anos depois do casamento.

Em 1811, após ter regressado ao Reino Unido por motivo de doença (encontrava-se na Península Ibérica, no exército de Wellington), tornou-se membro da Casa Real Britânica. Em 1814 foi promovido a Tenente-general e, em 1816, foi agraciado com a Order of the Bath (Ordem do Banho). No ano seguinte casou com Mrs Louisa Margaret Cotton, viúva do Coronel Lynch Cotton. Em 1819 foi nomeado Governador de Bermuda, cargo que desempenhou até 1825. Após esta data, Lumley retirou-se da vida política activa, mas manteve ligação à vida militar. Foi Coronel honorário do 6th Inniskillings Dragoons e do 1st King's Dragoon Guards. Foi agraciado com o grau de Cavaleiro da Grande Cruz em 1831 e foi novamente promovido, agora a General (full General) antes de se retirar definitivamente em 1842. Lumeley morreu no dia 15 de Dezembro de 1850 na sua casa em Grosvenor Square, Londres e encontra-se sepultado no Kensal Green Cemetery.

## Experiência em campanha
Em 1798, Lumley foi destacado com o seu regimento, o 22nd Dragoons, para a Irlanda para combater as forças dos United Irishmen (Irlandeses Unidos) durante a Rebelião da Irlanda de 1798. Durante este conflito, Lumley patrulhou o campo com o seu regimento e, no dia 7 de Junho de 1798, na Batalha de Antrim, no Ulster, foi gravemente ferido durante uma carga de cavalaria que a sua unidade efectuou contra os rebeldes.

Dois anos mais tarde, depois de ter recuperado dos seus ferimentos, comandou o seu regimento na invasão do Egipto, liderada pelo General Abercromby, em 1801. Em 1802, o 22nd Dragoons foi dissolvido e Lumley foi colocado no 2º Regimento de Reserva que comandou até 1804. No ano seguinte foi promovido a Major-general e obteve o comando de uma brigada estacionada em Londres. Em 1806 ofereceu-se como voluntário para participar numa expedição na África do Sul. Ali, participou na Batalha de Blaauwberg (8 a 18 de Janeiro de 1806).

Em 1807, Lumley integrou a força do General Whitelocke que invadiu a região do Rio da Prata. Esteve envolvido na Batalha de Montevideu (3 de Fevereiro de 1807), quando a cidade foi capturada, mas foi forçado a retirar com o resto do exército quando falhou o ataque na Segunda Batalha de Buenos Aires (Julho e Agosto de 1807). Em 1808 foi nomeado comandante da Brigada de Cavalaria Ligeira de um corpo militar britânico, sob o comando de Sir John Stuart, que desembarcou na Sicília e invadiu a Itália. Esta força acabou por retirar em 1809.

Em 1810, William Lumley tinha partido para a Península Ibérica para prestar serviço no exército de Wellington durante a Guerra Peninsular. Participou na campanha destinada a capturar a praça de Badajoz e, assim, esteve presente na Batalha de Albuera (16 de Maio de 1811) e no Combate de Usagre (25 de Maio de 1811). Entretanto adoeceu e, em Agosto de 1811, regressou ao Reino Unido não tendo voltado a participar em nenhuma acção militar.